# Al Jazarí
Abū al-'Iz Ibn Ismā'īl ibn al-Razāz al-Jazarī (1136-1206) (1150-1220)* (en árabe: أَبُو اَلْعِزِ بْنُ إسْماعِيلِ بْنُ الرِّزاز الجزري) fue un científico de origen árabe, reconocido como un importante erudito, artesano, artista, matemático, astrónomo, inventor e ingeniero mecánico proveniente de Mesopotamia (Cizre - Turquía), que destacó durante la Edad de Oro del Islam en la Edad Media.
Es famoso por haber escrito "El libro del conocimiento de dispositivos mecánicos ingeniosos" (en árabe: الجامع بين العلم والعمل النافع في صناعة الحيل ) en 1206, donde describió 100 dispositivos mecánicos (incluidos 80 tipos diversos de ingeniosas naves) con instrucciones sobre cómo construirlos. 

## Semblanza

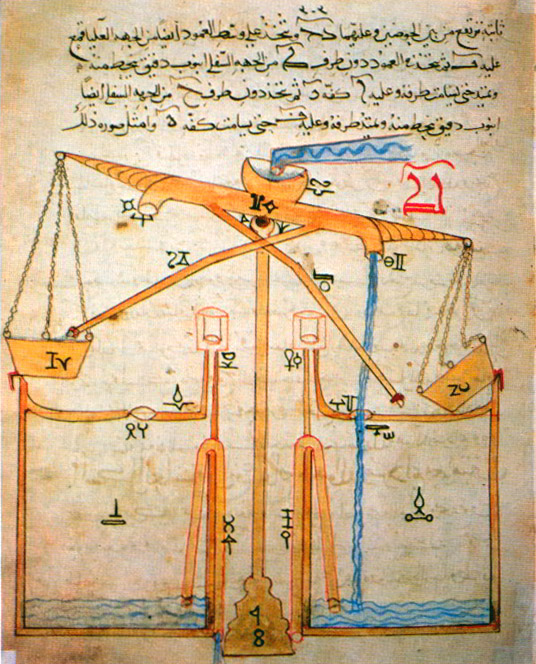
Diagrama de una flauta perpetua impulsada hidráulicamente, de El libro del conocimiento de dispositivos mecánicos ingeniosos por Al Jazarí (1206).

El nombre de Al-Jazari se debe al lugar donde nació, Jazirat ibn Umar (actual Cizre) ubicado en el en el sudeste de Turquía (antiguo Khanato de Artukoğullari Beyliği), al norte de Mesopotamia (entre Turkmenistán, Irak y el noroeste de Siria).
Al igual que su padre, Al Jazari sirvió de ingeniero principal en el Palacio Artuklu, la residencia de Diyarbakır, una rama de la Dinastía Artuqid (de origen turcomano), que gobernó el este de Anatolia y norte de Irak y Siria, primero como vasallos de la Dinastía Zengid, después de los gobernantes de Mosul y finalmente del Califato Fatimí por medio del general Saladino.

## Realizaciones

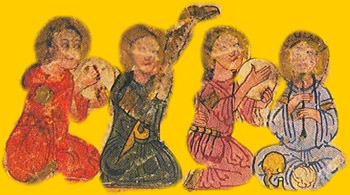
Grupo de autómatas músicos

Son notables sus realizaciones mecánicas, en las que la hidráulica tiene un papel destacado como elemento motriz. Entre sus inventos se incluyen bombas de agua, relojes, distintos elementos mecánicos (como árboles de levas, bielas y cigüeñales, o distintos tipos de engranajes) y sus famosos autómatas. 
Al Jazarí describe en su libro fuentes y autómatas musicales, impulsados por el flujo de agua que pasaba de un gran tanque a otro en intervalos de aproximadamente una o media hora, con un uso innovador de la conmutación hidráulica.
Entre sus obras más singulares, destaca un autómata musical, que consistía en un barco con cuatro músicos autómatas que interpretaban melodías sobre un lago para entretener a los huéspedes durante las fiestas del rey. El profesor Noel Sharkey ha argumentado que es muy probable que dispusieran de un primitivo sistema de programación mecánica, fabricando una posible reconstrucción de este mecanismo. Se trata de una máquina programable de tambor con clavijas, que mueven una serie de levas que a su vez accionan la percusión.
También es destacable su faceta como artista y dibujante, especialmente de las magníficas ilustraciones que acompañan "El libro del conocimiento de dispositivos mecánicos ingeniosos".